# Lijst van bouwwerken in Kamp Westerbork

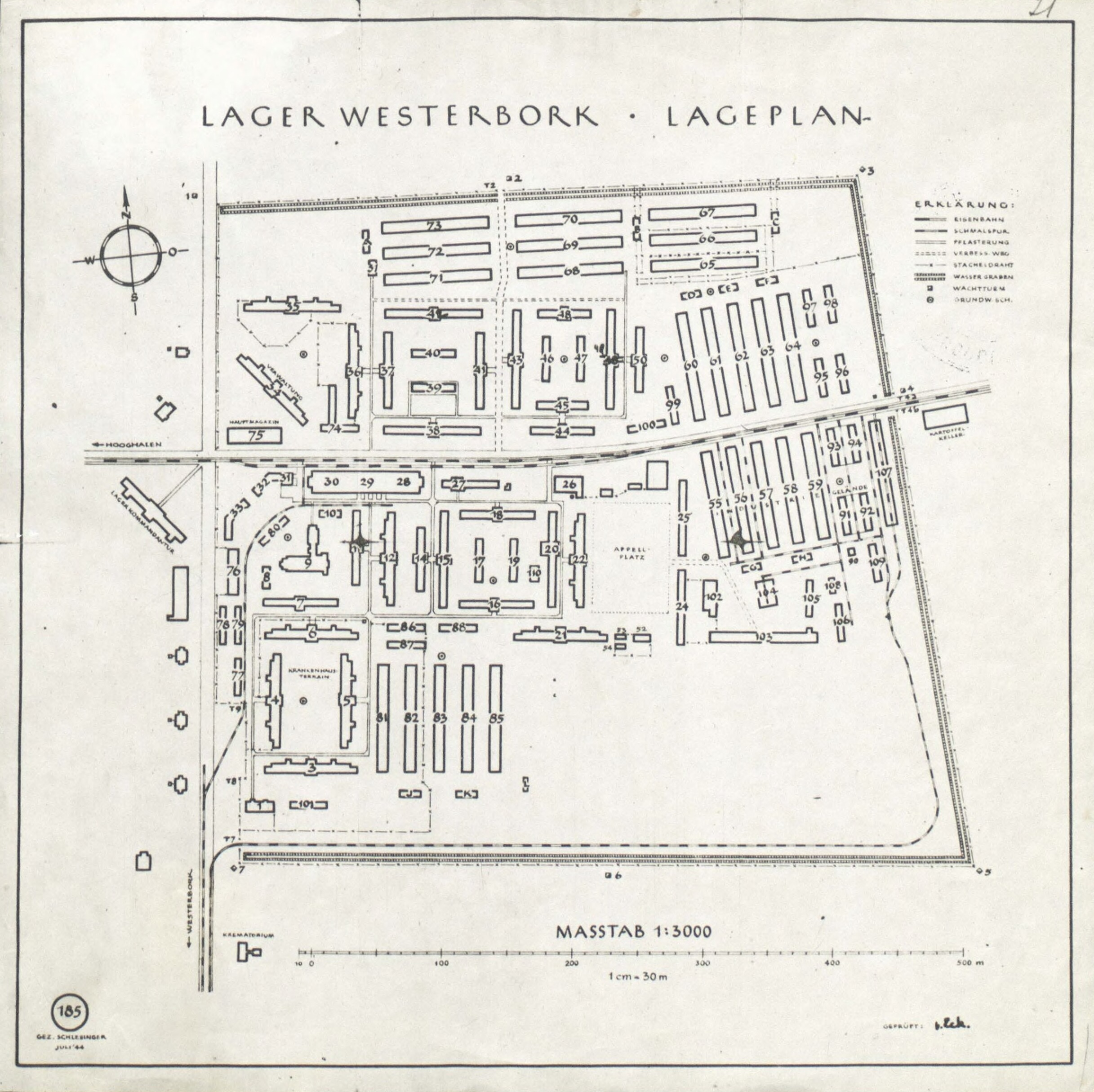
Kaart van Kamp Westerbork

Doorgangskamp Westerbork telde ongeveer 120 bouwwerken. Hieronder een overzicht.

## Oud kampdeel
Het oude kampdeel bestond uit de gebouwen van het Centraal Vluchtelingenkamp Westerbork. Deze gebouwen bestonden voor een groot deel uit barakken met kleine woningen, met centrale verwarming en verharde wegen.
| Gebouwnummer | Functie                                 |
| ------------ | --------------------------------------- |
| Barak 1      | Ziekenhuis - operatiebarak (vml school) |
| Barak 2      | Kommandantur                            |
| Barak 3      | Ziekenhuis                              |
| Barak 4      | Ziekenhuis - polikliniek                |
| Barak 5      | Ziekenhuis - vrouwenafdeling            |
| Barak 6      | Ziekenhuis - mannenafdeling             |
| Barak 7      |                                         |
| Barak 8      | Ziekenhuis - röntgenafdeling            |
| Barak 9      | Grote zaal en kantine                   |
| Barak 10     | Woningen                                |
| Barak 11     | Woningen                                |
| Barak 12     | Woningen                                |
| Barak 13     |                                         |
| Barak 14     | Woningen                                |
| Barak 15     | Joodsche Raad                           |
| Barak 16     |                                         |
| Barak 17     | Woningen                                |
| Barak 18     | Woningen                                |
| Barak 19     | Woningen                                |
| Barak 20     | Wasserij                                |
| Barak 21     | Jongensbarak buitendienst               |
| Barak 22     | Kazerne                                 |
| Barak 23     |                                         |
| Barak 24     | Schilderwerkplaats                      |
| Barak 25     | Naaiatelier, oliefabriek                |
| Barak 26     | Ketelhuis                               |
| Barak 27     | Badhuis                                 |
| Barak 28     | Aardappelschilkeuken                    |
| Barak 29     | Keuken                                  |
| Barak 30     | Levensmiddelenopslag en broodbakkerij   |
| Barak 31     | Paardenstal                             |
| Barak 32     | Kantoor industrie                       |
| Barak 33     | Bouwkundige afdeling                    |
| Barak 34     | Kartotheek                              |
| Barak 35     | Weeshuis                                |
| Barak 36     | Quarantaine                             |
| Barak 37     | Meisjeszaal en woningen                 |
| Barak 38     | Kampwinkel                              |
| Barak 39     | Woningen SD                             |
| Barak 40     | Meubelopslag                            |
| Barak 41     | Meisjesbarak                            |
| Barak 42     | Meisjesbarak                            |
| Barak 43     | Mannenbarak                             |
| Barak 44     | Levensmiddelenwinkel                    |
| Barak 45     | Mannenbarak                             |
| Barak 46     | Woningen                                |
| Barak 47     | Woningen                                |
| Barak 48     | Woningen                                |
| Barak 49     | Woningen                                |
| Barak 50     | Woningen                                |

## Nieuw kampdeel
Het nieuwe kampdeel werd gebouwd na de overname in 1942 onder Duitse leiding en bestond voornamelijk uit 24 grote barakken met werkplaatsen en slaapbarakken met driedubbele stapelbedden. Tijdens de grote toestroom werden in 1943 ook werkbarakken als slaapbarak gebruikt.
| Baraknummer | Functie                                                |
| ----------- | ------------------------------------------------------ |
| Barak 51    | Gevangenis                                             |
| Barak 52    | Boekbinderij                                           |
| Barak 53    | Kippenschuur                                           |
| Barak 54    | Kippenschuur                                           |
| Barak 55    | Opslagplaats radio's                                   |
| Barak 56    | Werkbarak kabels en batterijen                         |
| Barak 57    | Werkbarak kabels en batterijen                         |
| Barak 58    | Confectiefabriek Hertzberger                           |
| Barak 59    | Schoenmakerij en kledingreparaties                     |
| Barak 60    | Zolenfabriek                                           |
| Barak 61    | Linoleumfabriek                                        |
| Barak 62    | Meubelopslag                                           |
| Barak 63    | Zilverpapierindustrie                                  |
| Barak 64    | Woonbarak, later matrassenfabriek en stoffeerderij     |
| Barak 65    | strafbarak (vml vrouwenbarak)                          |
| Barak 66    | strafbarak (vml woonbarak)                             |
| Barak 67    | strafbarak                                             |
| Barak 68    | woonbarak                                              |
| Barak 69    | woonbarak                                              |
| Barak 70    | woonbarak                                              |
| Barak 71    | woonbarak                                              |
| Barak 72    | woonbarak                                              |
| Barak 73    | woonbarak voor gedoopten                               |
| Barak 74    | kledingmagazijn                                        |
| Barak 75    | levensmiddelenmagazijn                                 |
| Barak 76    | bouwmateriaal                                          |
| Barak 77    | bouwmateriaal                                          |
| Barak 78    | zilverpapierindustrie                                  |
| Barak 79    | opslag                                                 |
| Barak 80    | distributiekantoor                                     |
| Barak 81    | ziekenbarak                                            |
| Barak 82    | ziekenbarak                                            |
| Barak 83    | ziekenbarak                                            |
| Barak 84    | woonbarak ouderen ('oudeliedenbarak')                  |
| Barak 85    | woonbarak lijst Barneveld                              |
| Barak 86    | ziekenhuis - administratie                             |
| Barak 87    | ziekenhuis - magazijn                                  |
| Barak 88    | tandartspraktijk                                       |
| Barak 89    | ziekenhuis - magazijn                                  |
| Barak 90    | kuiperij                                               |
| Barak 91    | batterijenwerkplaats                                   |
| Barak 92    | batterijenwerkplaats                                   |
| Barak 93    | metaalopslag                                           |
| Barak 94    | metaalopslag                                           |
| Barak 95    | kledingdistributie                                     |
| Barak 96    | kleuterschool                                          |
| Barak 97    | school                                                 |
| Barak 98    | school                                                 |
| Barak 99    | werkplaats voor aannemers                              |
| Barak 100   | postkantoor en drukkerij                               |
| Barak 101   | ziekenhuis - keuken                                    |
| Barak 102   | houtloods                                              |
| Barak 103   | Timmerwerkplaats, smederij en loodgietswerkplaats      |
| Barak 104   | magazijn voor de industrie                             |
| Barak 105   | magazijn voor de smederij                              |
| Barak 106   | opslagplaats matrassen                                 |
| Barak 107   | vliegtuigdemontagehal en kabelsuitelkaarneemwerkplaats |
| Barak 108   | linoleumfabriek, later voor kabels                     |
| Barak 109   | batterij-uitelkaarneemwerkplaats                       |
| Barak 110   | aggregraathal                                          |

| Gebouwnummer | Functie                                                             |
| ------------ | ------------------------------------------------------------------- |
| A-L          | toiletruimten                                                       |
| M            | oude rioolzuivering                                                 |
| N            | nieuwe rioolzuivering                                               |
| O            | dubbele woningen voor marechaussee en opzichters keuken en Heidemij |
| P            | slaapkamers en woonruimten voor de SD                               |
| R            | commandantswoning                                                   |
| S            | woning leider technische dienst                                     |
| T            | uitgangen                                                           |
| U            | drinkwaterkelder                                                    |
| V            | filterhuis                                                          |

## Bron
- Toelichting bij plan Westerbork